# Fontaneto d’Agogna
Fontaneto d’Agogna (piemontesisch Fontanèj, lombardisch Funtanei) ist eine Gemeinde mit 2609 Einwohnern (Stand 31. Dezember 2023) in der italienischen Provinz Novara (NO), Region Piemont.

## Geografie
Das Gemeindegebiet umfasst eine Fläche von 21 km².
Zu den Ortsteilen (frazioni) gehören Balchi, Baraggia, Cacciana, Camuccioni, Cascinetto, Case Nuove, Gerbidi, Molino Marco, San Martino, Santa Croce, Sant’Ambrogio, Sant’Antonio, Tapulino, Tuvina und Vella Ciavone.
Die Nachbargemeinden sind Borgomanero, Cavaglietto, Cavaglio d’Agogna, Cavallirio, Cressa, Cureggio, Ghemme, Romagnano Sesia und Suno.